# H24 (série télévisée, 2021)
H24, sous-titré 24 heures dans la vie d'une femme, est une série télévisée française de 24 courts-métrages d'environ 4 minutes inspirés de 24 faits réels, écrits par 24 écrivaines et tournés avec 24 actrices, et diffusée à partir du 23 octobre 2021 sur Arte.
Le thème général de la série est la violence ordinaire faite aux femmes.

## Sujet de la série
Cette série traite de la violence ordinaire vécue par les femmes, dans les sociétés occidentales, au XXIe siècle. Elle offre un panorama de différentes situations violentes, en proposant des épisodes indépendants d'une durée de quelques minutes.
Chaque épisode présente un bref instant de la vie d'une femme. Le personnage principal est différent à chaque fois, afin de rappeler l'universalité de la problématique. Quels que soient l'âge, la nationalité, l'origine, l'orientation sexuelle des femmes, la série montre que toutes connaissent la violence ordinaire.

## Origine du projet
Les deux réalisatrices Valérie Urrea et Nathalie Masduraud, à l'origine du projet, revendiquent leur volonté « d'éveiller les consciences ». Le projet est né de leur lassitude à ce que le sujet des violences quotidiennes ne soit que très peu traité dans la presse.
Le fait, pour les coordinatrices du projet, de ne choisir que des réalisatrices, autrices ou actrices, a pour objectif de donner plus de visibilité aux femmes compétentes qui composent le milieu culturel français. Au-delà du contenu même des épisodes, les réalisatrices s'ancrent dans une volonté globale de valoriser les femmes.

## Format de la série
Valérie Urrea et Nathalie Masuraud ont fait appel à des autrices contemporaines en leur donnant pour consigne d'écrire un monologue en se plaçant du côté de la femme qui subit la violence. Les récits sont tous écrits à la première personne du singulier.
Chaque épisode dure quatre minutes et se situe dans un lieu unique, avec pour personnage principal une femme ou une personne non-binaire.

## Fiche technique générale
- Coordination du projet : Valérie Urrea et Nathalie Masduraud
- Musique : Léonie Pernet
- Montage : Tina Baz Le Gal
- Production : Julie Guesnon Amarante et Justine Henochsberg
- Sociétés de production : Arte TV, Les Batelières Production
- Pays de production :  France
- Langue originale : variable selon les épisodes (majoritairement en français)
- Format : couleurs
- Date de première diffusion : 23 octobre 2021

## Détail des épisodes

### 7h- Signes
Cet épisode raconte une scène de trajet en bus lors de laquelle un homme pense capter des signes d'intérêt de sa voisine de bus.
- Réalisation : Nora Fingscheidt
- Scénario : Angela Lehner
- Actrice principale : Diane Kruger
- Langue originale : allemand

### 8h-10cmau dessus du sol
Cet épisode met en scène une salariée nouvellement recrutée dans une agence, à qui l'on demande de porter des talons de 10 cm de haut.
- Réalisation : Valérie Urrea et Nathalie Masduraud
- Texte : Alice Zeniter
- Actrice principale : Souheila Yacoub
- Langue originale : français

### 9h-Revenge Porn
Cet épisode montre la douleur d'une mère qui fait face aux conséquences de la diffusion d'une vidéo intime de sa fille.
- Réalisation : Valérie Urrea et Nathalie Masduraud
- Scénario : Sofi Oksanen
- Actrice principale : Elina Löwensohn
- Langue originale : anglais

### 10h- Concerto #4
Le point de vue est celui d'une jeune musicienne, mal à l'aise de boire un verre avec son professeur particulier.
- Réalisation : Clémence Poésy
- Scénario : Siri Hustvedt
- Actrice principale : Céleste Brunnquell
- Langue originale : anglais

### 11h- Avis d'expulsion
Cet épisode aborde la question des violences conjugales, via le voisinage exaspéré par le bruit.
- Réalisation : Valérie Urrea et Nathalie Masduraud
- Scénario : Lydie Salvayre
- Actrice principale : Marilyne Canto
- Langue originale : français

### 12h- Le Cri défendu
Cet épisode présente la satisfaction d'avoir repoussé un agresseur, tout en étant une personne extérieure à l'agression, au nom de la sororité.
- Réalisation : Charlotte Abramow
- Scénario : Jo Güstin
- Actrice principale : Déborah Lukumuena
- Langue originale : français

### 13h- Mon harceleur
Cet épisode analyse les pensées qui traversent une femme victime harcèlement de rue et montre son audace pour briser ces agressions.
- Réalisation : Valérie Urrea et Nathalie Masduraud
- Actrice principale : Charlotte De Bruyne
- Scénario : Lize Spit
- Langue originale : néerlandais

### 14h- Je serai reine
L'épisode est un souvenir raconté par une femme d'une trentaine d'années, qui se rappelle les abus infligés par son entraîneur de patinage artistique lorsqu'elle avait 11 ans.
- Réalisation : Valérie Urrea et Nathalie Masduraud
- Scénario : Lola Lafon
- Actrice principale : Anaïs Demoustier
- Langue originale : français

### 15h- Gloss
L'épisode montre la réflexion d'une adolescente sur son corps et l'objectivation qui en est faite par le regard des autres. Est-elle vraiment une « pute », comme certains hommes le lui font ressentir ?
- Réalisation : Marie-Castille Mention-Schaar
- Scénario : Kerry Hudson
- Actrice principale : Tallulah Burns
- Langue originale : anglais

### 16h- Terminal F
Cet épisode met en scène l'interpellation d'une femme par la police des frontières, et le manque de respect qui lui est témoigné.
- Réalisation : Valérie Urrea et Nathalie Masduraud
- Scénario : Fabienne Kanor
- Actrice principale : Annabelle Lengronne
- Langue originale : français

### 17h- PLS
Cet épisode est présenté sous forme d'entretien entre une femme et son analyste. La protagoniste raconte la violence des insultes qu'elle reçoit sur les réseaux sociaux.
- Réalisation : Valérie Urrea et Nathalie Masduraud
- Scénario : Myriam Leroy
- Actrice principale : Noémie Merlant
- Langue originale : français

### 18h- Je brûle
Cet épisode, sous la forme de métaphores, raconte l'escalade de violences domestiques subies par une femme, jusqu'à sa mort.
- Réalisation : Ariane Labed
- Scénario : Ersi Sotiropoulos
- Actrice principale : Valeria Bruni Tedeschi
- Langue originale : français

### 19h- Le Chignon
L'épisode revient sur un temps de débat entre une étudiante et son professeur, qui la désarçonne en lui faisant un compliment sur son chignon.
- Réalisation : Valérie Urrea et Nathalie Masduraud
- Scénario : Agnès Desarthe
- Actrice principale : Kayije Kagame
- Langue originale : français

### 20h- Ligne de touche
L'action de cet épisode se passe sur un terrain de foot où une équipe féminine vient s'entraîner et se fait insulter par l'équipe masculine qui quitte les lieux.
- Réalisation : Valérie Urrea et Nathalie Masduraud
- Scénario : Anne Pauly
- Actrice principale : Garance Marillier
- Langue originale : français

### 21h- Les Détails
L'épisode se déroule dans les cuisines d'un restaurant. La femme au cœur du récit raconte le viol qu'elle a subi et l'injustice qu'elle ressent face à l'impunité de son agresseur.
- Réalisation : Valérie Urrea et Nathalie Masduraud
- Scénario : Nadia Busato
- Actrice principale : Sveva Alviti
- Langue originale : italien

### 22h- Fan Zone
L'épisode met en scène une foule joyeuse au sein de laquelle une femme et sa fille viennent faire la fête et sont interrompues par un homme se masturbant.
- Réalisation : Elsa Amiel
- Scénario : Blandine Rinkel
- Actrice principale : Florence Loiret Caille
- Langue originale : français

### 23h- Nuit rouge
L'épisode raconte l'histoire d'une femme suivie en pleine rue par un homme inconnu qui lui fait des propositions sexuelles explicites.
- Réalisation : Emilie Brisavoine
- Scénario : Kaouther Adimi
- Actrice principale : Camille Cottin
- Langue originale : français

### 0h- Elle sera belle
L'épisode est le témoignage d'une femme enceinte inquiète pour son bébé face à la violence de son compagnon.
- Réalisation : Valérie Urrea et Nathalie Masduraud
- Scénario : Christiane Taubira
- Actrice principale : Grace Seri
- Langue originale : français

### 1h-Under Control
L'épisode se situe dans un bar, où une jeune femme s'indigne auprès d'une amie du fait que son ancien patron l'a filmée dans les vestiaires de son entreprise.
- Réalisation : Valérie Urrea et Nathalie Masduraud
- Scénario : Niviaq Korneliussen
- Actrice principale : Galatea Bellugi
- Langue originale : danois

### 2h- Fantôme
Cet épisode revient sur le jugement d'une femme violée qui n'est pas crue par les deux juges chargés de l'affaire.
- Réalisation : Valérie Urrea et Nathalie Masduraud
- Scénario : Monica Sabolo
- Acteur principal : Marco
- Voix principale : Romane Bohringer
- Langues originales : français et russe

### 3h- Dommage!
L'épisode se passe à la maternité, où une femme est en train d'accoucher. Le médecin qui s'occupe d'elle a précédemment été condamné pour violence obstétricale.
- Réalisation : Valérie Urrea et Nathalie Masduraud
- Scénario : Rosa Montero
- Actrice principale : Susana Abaitua
- Langue originale : espagnol

### 4h- Emprise
L'épisode, dont la réalisation onirique est tournée dans une piscine, raconte l'expérience d'une femme convaincue d'être un poids pour son compagnon et pour le monde.
- Réalisation : Valérie Urrea et Nathalie Masduraud
- Scénario : Chloé Delaume
- Actrice principale : Luana Bajrami
- Langue originale : français

### 5h- Quinze ans
Cet épisode montre l'arrestation d'une jeune fille qui est soudainement prise de douleurs aussi mystérieuses qu'intenses.
- Réalisation : Valérie Urrea et Nathalie Masduraud
- Scénario : Aloïse Sauvage
- Actrice principale : Aloïse Sauvage
- Langue originale : français

### 6h- Ça c'est mon corps
Cet épisode se situe dans un abri-bus où une femme seule se fait approcher par un homme contre lequel elle se défend.
- Réalisation : Valérie Urrea et Nathalie Masduraud
- Scénario : Grazyna Plebanek
- Actrice principale : Agnieszka Zulewska
- Langue originale : polonais

### La25eheure- Nina
L'épisode suit une femme qui rentre dans son appartement et se fait harceler au téléphone par un homme.
- Réalisation : Sandrine Bonnaire
- Actrice principale : Nadège Beausson-Diagne
- Langue originale : français

## Accueil critique
Le magazine montpelliérain Lokko critique l'absence des travailleuses du sexe et des femmes musulmanes, deux publics pourtant très exposés aux violences, auquel la série aurait pu donner une visibilité.